# Wizdom
A Wizdom egy 1999-es válogatáslemez Lee "Scratch" Perrytől.

## Számok
1. Lloyd Young & Augustus Pablo – Our Man Flint
2. The Groovers – Pi A Ring
3. The Silvertones – Dub The Pum Pum
4. Upsyndicates – Kill The Music
5. Young Dillinger – Ensome City Skank
6. Young Dillinger – Boloman Skank
7. The Hurricanes – You Can Run
8. Dillinger & The Upsetters – Cane River Rock
9. The Upsetters – Rocky River
10. Dillinger & The Upsetters – Tighten Up Skank
11. Dennis Alcapone – Jah Rastafari
12. I Roy – Doctor Who
13. I Roy – Doctor Version
14. The Inspirations – Bhutto Girl
15. The Upsetters – Bhutto Version
16. Bobby Ellis & The Upsetters – Ska Baby
17. The Upsetters – Ska Version
18. Jah Martin & The Upsetters – Kung Fu Part 1
19. Lee Perry & The Upsetters – Kung Fu Part 2

## Külső hivatkozások
- https://web.archive.org/web/20071017162204/http://roots-archives.com/release/271